# 维吾尔族铜器制作技艺
维吾尔族铜器制作技艺是维吾尔人制作铜器的手工技艺，常见于中华人民共和国新疆维吾尔自治区等地，尤其盛行于南疆地区。维吾尔人制铜工艺主要材料为红铜，不过也有黄铜制品的存在，其制品主要是洗手壶、接水盆等生活用品。2021年，维吾尔族铜器制作技艺以铜器制作技艺（喀什维吾尔族铜器制作技艺）的名义被列入第五批《中华人民共和国国家级非物质文化遗产代表性项目名录》。

## 历史

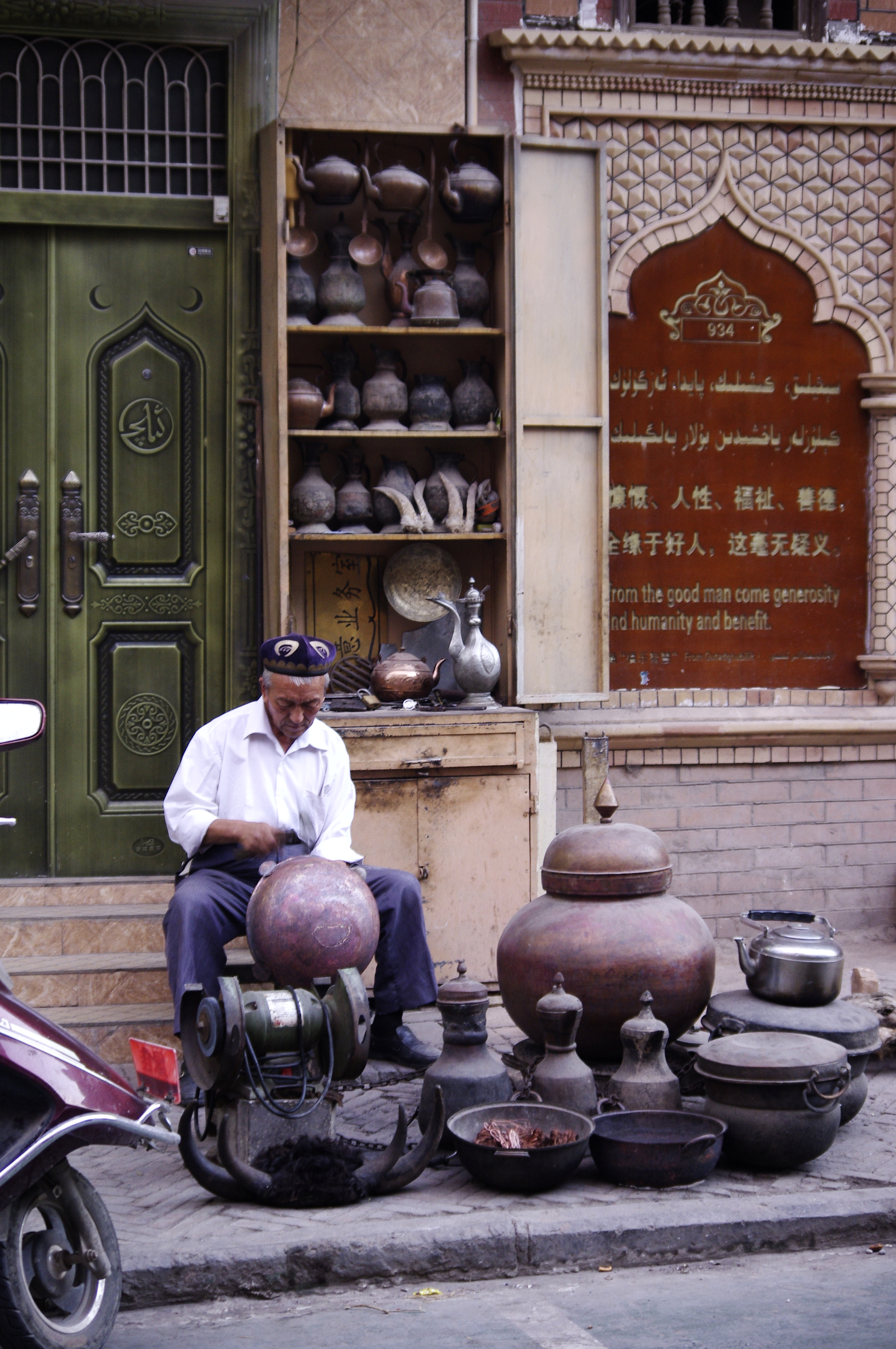
制造铜器的工匠

铜在新疆一带的使用拥有久远的历史，在帕米尔高原东麓，如今喀什地区疏勒县境内塘巴饿遗址等地曾发现公元前3000年到公元前2000年，经过简单锻打的铜珠、铜块等细小红铜器具。在和田地区洛浦县山浦拉墓地、巴音郭楞蒙古自治州且末县加瓦艾日克墓地先后出土公元前200年前后的刀、镜、手镯、耳环等铜质饰品。在阿克苏地区拜城县等地曾发现若干处采铜遗址和冶炼遗址。铜制品在新疆逐渐重要，王延德出使高昌回鹘时，发现这里的人们可以熟练的制作金、银、铜等器具。从喀喇汗国开始，铜币更是成为流通的货币。新疆地处丝绸之路之间，来往商客络绎不绝。商队常使用数十上百只马或骆驼组成的马队、驼队进行商品的运输。而马鞍、马钉与马铃、驼铃往往是铜质进行装饰或制作的。对铜制品的需求促进了制铜工艺的发展，因此铜制品店开始盛行。

## 制作
维吾尔族制铜器工艺主要沿用了14到15世纪波斯和中亚一带铜匠所使用的冷轧工艺。铜器的制作过程中不需要模具和图纸，铜匠首先会先根据器物形状，将铜皮裁剪成需要的形状。随后开始锻打铜皮，因为步骤要求的力度不同，铜匠会根据需求选取铁锤或木棰。整个锻打过程中，用力需要均匀，否则会出现砸透或不均的情况。一个完整的铜器需要经过成千上万次的捶打方能成型。大型铜器往往一次就能打成初坯，很少会使用铆钉。在铜器各个部件制作完成后，将部件边缘或剪或砸成锯齿状，然后采取类似榫卯的技术将部件初步结合，并采取焊接技术将各部件结合。焊接完成后铜匠会再次进行锤敲，以确保焊接部分牢靠。当器物成型后，需要进行表面抛光，传统技艺里会选择将铜器一点一点磨出光泽，而当代技术则会选择通过在盐酸或其他溶液内进行酸洗，然后打磨出光泽。同时铜壶等器物中，内部需要进行镀锡的处理以防腐。最后一步便是錾花、镂花和镶嵌的装饰工艺。铜匠会利用宽度不同的錾刀等工具镌刻出或简单或复杂的纹饰。

## 样式及用途
维吾尔族常用的铜器按用途主要可分为洁具类器具和盛储类器具。维吾尔穆斯林在清真寺进行礼拜之前，需要进行小净。洗手壶和接水盆便是小净时所需要使用的清洁用具。日常生活中，比如用餐之前也会使用洗手壶和接水盆来洗手。洗手壶和接水盆是较为常见的维吾尔族铜质器物。铜制洗手壶一般由圆顶盖、细长并有喇叭口的壶脖、编圆状壶腹、上细下宽的壶底、S型壶柄、细长曲线形的流构成。洗手壶壶口和壶柄较高，重心在下半部分。结构上可以分为流贴于腹上，流和壶柄位于两侧和有流但无壶柄三种。接水盆由盆面和盆肚两层构成。盆面用于接水，而盆肚用于存水。盆面较盆肚宽大，盆面有一定弧度以保证水流入盆肚之中。盆面中一般有避免客人看到脏水和防治脏水溅出的盆盖，盆盖有孔。盛储类器具主要是维吾尔族用来盛放食物等物品的器具。主要包括茶壶、茶碗、端盘、烧水壶、饭盒、蒸锅、火锅等。维吾尔人常用的茶壶由圆顶型盖、鼓腹、曲线流、宽扁的壶柄、以及茶漏组成。流与壶口平齐，有盘口，无壶颈。维吾尔人用的茶碗与茶壶配套使用，不过尺寸略小，一般制作成两层，中间为空。其目的是避免烫伤。端盘是用来放置茶壶和茶碗或者其他物品的器具，为较大的盘，有圆形和方形等形状。烧水的铜壶除了用于烧水和盛水，也可作为洗手壶使用。
除了实用的铜器，维吾尔族所打造的铜器还包括可以收藏的工艺品。相比于实用铜器，除了黄铜、红铜作为原材料外，也会使用其他颜色的材料。同时制造过程中的工艺也更加精细，纹饰的镌刻也更为细致。除了用于收藏的工艺品铜器，在一些维吾尔族手工艺人店铺门前会立有1到2个较大体型的铜壶，这些大铜壶从1人多高到3米高不等。这些大铜壶即能说明此店铺为铜匠铺，又能体现制作水准招揽生意。
从维吾尔族铜器可以看见多种文化交汇的影子，维吾尔族制作的铜壶的造型和装饰中以波斯艺术风格最为常见。同时在同壶的流和曲柄把手同壶也能看到和莫卧儿王朝的印度伊斯兰艺术风格。新疆民间铜质水壶也会出现在中原地区唐宋时期所兴盛的瓜棱造型。传统的维吾尔族铜器上常见的纹样是植物纹饰、几何图案纹饰和阿拉伯文纹饰。常见的植物纹饰包括玫瑰纹、葡萄纹、巴旦木纹、石榴纹等。几何图案纹饰则多以圆形、方形、菱形、多边形等基础央视为主。这些纹饰一般会通过连续或单独等方式形成图案或穿插在花卉、植物纹饰之中。阿拉伯文纹饰是运用阿拉伯文书法配上几何图案形成的纹饰。内容则多以吉祥语、经文为主。另外也有少量以人物为内容的纹饰，不过因为伊斯兰教反对偶像崇拜，人物形象的纹饰并不多见。

## 困境与发展
随着现代工业的发展，塑料、不锈钢等材质的器物逐步取代了原铜质器物的位置，加之生产效率的不同，使用铜器的人数在减少，制作铜器的铜匠也随之减少。也因此，铜器制造开始转向于展示技能和生产旅游纪念品。一些从事铜器制作的维吾尔族匠人会选择将铜器店铺开设在旅游区附近。然而这样铜器的制作在遇到经济不景气之时或社会生活发生较大变化时，生意会大受影响。除此之外，铜器制作技艺的传承多以家庭为单位言传身教，缺少文献记录。这种传承模式也不利于该项技艺的发展。加上新技术的普及、制作流程的改良、审美的变化等都会引起铜器的设计和制造的改变，这可能会使得缺少文献记录的传统工艺逐步被改的面目全非。
铜器是维吾尔人生活的重要的生活物品，一些地方因铜器店铺发展起来，最终形成商业圈。比如以铜器的制作销售为主，吸引来其他手工艺、饮食、农产品前来开店经营的喀什地区莎车县的喀赞其老街，以及伊犁哈萨克自治州伊宁市的喀赞其街道。一些铜器匠人选择将店铺开在旅游区，比如在喀什市的喀什噶尔老城风情一条街中有六代传承手工铜器制作技艺的买买提·热夏提。一些匠人选择离开喀什地区，像是前往乌鲁木齐市的苏来曼·麦麦提敏，他在国际大巴扎开始了他的手工铜器生意。2021年，由新疆维吾尔自治区喀什地区喀什市申报的铜器制作技艺（喀什维吾尔族铜器制作技艺）被列为《中华人民共和国国家级非物质文化遗产代表性项目名录》。